# Atletism la Jocurile Olimpice de vară din 2020 - Aruncarea discului (masculin)
Proba masculină de aruncare a discului de la Jocurile Olimpice de vară din 2020 a avut loc în perioada 30-31 iulie 2021 pe Stadionul Național al Japoniei.

## Recorduri
Înaintea acestei competiții, recordurile mondiale și olimpice erau următoarele:
| Record           | Atlet                   | Rezultat | Loc                             | Data           |
| ---------------- | ----------------------- | -------- | ------------------------------- | -------------- |
| World record     | Jürgen Schult (RDG)     | 74,08 m  | Neubrandenburg, Germania de Est | 6 iunie 1986   |
| Recordul olimpic | Virgilijus Alekna (LTU) | 69,89 m  | Atena, Grecia                   | 23 august 2004 |

## Program
Orele sunt ora Japoniei (UTC+9) 
| Data                   | Oră   | Etapă      |
| ---------------------- | ----- | ---------- |
| Vineri, 30 iulie 2021  | 9:00  | Calificări |
| Sâmbătă, 31 iulie 2021 | 19:00 | Finala     |

## Rezultate

### Calificări
S-au calificat în finală cei care au reușit o aruncare de cel puțin 66,00 m (C) sau atleții cu cele mai bune 12 rezultate (c).
| Loc | Grupă | Atlet                | Țară                       | 1     | 2     | 3     | Distanță | Note  |
| --- | ----- | -------------------- | -------------------------- | ----- | ----- | ----- | -------- | ----- |
| 1   | A     | Daniel Ståhl         | Suedia                     | 66,12 |       |       | 66,12    | C     |
| 2   | A     | Andrius Gudzius      | Lituania                   | 65,94 | 65,07 | x     | 65,94    | c     |
| 3   | B     | Kristjan Čeh         | Slovenia                   | 65,45 | x     | 63,34 | 65,45    | c     |
| 4   | A     | Matthew Denny        | Australia                  | 61,58 | 65,13 | 64,98 | 65,13    | c     |
| 5   | A     | Lukas Weißhaidinger  | Austria                    | x     | x     | 64,77 | 64,77    | c     |
| 6   | A     | Mauricio Ortega      | Columbia                   | 61,19 | 64,49 | x     | 64,49    | c     |
| 7   | B     | Simon Pettersson     | Suedia                     | 60,62 | 59,47 | 64,18 | 64,18    | c     |
| 8   | A     | Sam Mattis           | Statele Unite ale Americii | 62,31 | 63,74 | 63,21 | 63,74    | c, SB |
| 9   | A     | Daniel Jasinski      | Germania                   | x     | 61,35 | 63,29 | 63,29    | c     |
| 10  | B     | Ola Stunes Isene     | Norvegia                   | 61,59 | 61,84 | 63,26 | 63,26    | c     |
| 11  | A     | Clemens Prüfer       | Germania                   | 62,52 | 61,45 | 63,18 | 63,18    | c     |
| 12  | B     | Chad Wright          | Jamaica                    | 62,93 | 60,80 | 61,37 | 62,93    | c, SB |
| 13  | B     | Fedrick Dacres       | Jamaica                    | 62,91 | 62,43 | x     | 62,91    |       |
| 14  | B     | Bartłomiej Stój      | Polonia                    | 62,84 | 61,05 | x     | 62,84    |       |
| 15  | A     | Piotr Małachowski    | Polonia                    | x     | 61,76 | 62,68 | 62,68    |       |
| 16  | B     | Apostolos Parellis   | Cipru                      | 61,73 | 62,11 | x     | 62,11    | SB    |
| 17  | A     | Alin Firfirică       | România                    | 60,42 | 61,90 | x     | 61,90    |       |
| 18  | B     | Alex Rose            | Samoa                      | 61,28 | 61,72 | 61,30 | 61,72    |       |
| 19  | B     | Reginald Jagers III  | Statele Unite ale Americii | 59,33 | x     | 61,47 | 61,47    |       |
| 20  | B     | Mykyta Nesterenko    | Ucraina                    | 59,71 | 60,61 | 60,95 | 60,95    |       |
| 21  | A     | Lolassonn Djouhan    | Franța                     | 60,74 | x     | 60,57 | 60,74    |       |
| 22  | B     | David Wrobel         | Germania                   | 60,38 | x     | x     | 60,38    |       |
| 23  | B     | Mason Finley         | Statele Unite ale Americii | x     | x     | 60,34 | 60,34    |       |
| 24  | A     | Danijel Furtula      | Muntenegru                 | 59,65 | x     | 59,93 | 59,93    |       |
| 25  | A     | Traves Smikle        | Jamaica                    | 59,04 | x     | x     | 59,04    |       |
| 26  | A     | Ehsan Haddadi        | Iran                       | 58,48 | 58,98 | x     | 58,98    | SB    |
| 27  | B     | Yauheni Bahutski     | Belarus                    | 58,65 | x     | x     | 58,65    |       |
| 28  | A     | Juan Caicedo         | Ecuador                    | x     | 57,75 | x     | 57,75    |       |
| 29  | B     | Giovanni Faloci      | Italia                     | x     | x     | 57,33 | 57,33    |       |
| 30  | B     | Lois Maikel Martínez | Spania                     | x     | 54,69 | x     | 54,69    |       |
| —   | A     | Lawrence Okoye       | Marea Britanie             | x     | x     | x     | -        | FM    |
| —   | B     | Guðni Valur Guðnason | Islanda                    | x     | x     | x     | -        | FM    |

### Finala
| Loc | Atlet               | Țară                       | 1     | 2     | 3     | 4                        | 5                        | 6                        | Distanță | Note |
| --- | ------------------- | -------------------------- | ----- | ----- | ----- | ------------------------ | ------------------------ | ------------------------ | -------- | ---- |
| 1   | Daniel Ståhl        | Suedia                     | 63,72 | 68,90 | 65,16 | 66,10                    | 67,03                    | 64,58                    | 68,90    |      |
| 2   | Simon Pettersson    | Suedia                     | 61,39 | 66,58 | x     | 66,24                    | 67,39                    | 65,39                    | 67,39    |      |
| 3   | Lukas Weißhaidinger | Austria                    | 62,92 | 66,65 | 67,07 | 66,86                    | x                        | x                        | 67,07    |      |
| 4   | Matthew Denny       | Australia                  | 65,76 | 65,56 | 65,94 | 65,00                    | 66,06                    | 67,02                    | 67,02    | PB   |
| 5   | Kristjan Čeh        | Slovenia                   | x     | 62,95 | x     | 66,05                    | 66,62                    | 66,37                    | 66,62    |      |
| 6   | Andrius Gudžius     | Lituania                   | 64,05 | x     | 63,82 | 64,11                    | 62,81                    | x                        | 64,11    |      |
| 7   | Mauricio Ortega     | Columbia                   | 61,06 | 63,51 | x     | 64,08                    | 63,87                    | x                        | 64,08    |      |
| 8   | Sam Mattis          | Statele Unite ale Americii | 61,18 | 63,88 | 63,14 | x                        | 62,39                    | x                        | 63,88    | SB   |
| 9   | Chad Wright         | Jamaica                    | 61,43 | 61,42 | 62,56 | Nu a avansat mai departe | Nu a avansat mai departe | Nu a avansat mai departe | 62,56    |      |
| 10  | Daniel Jasinski     | Germania                   | 61,75 | 62,44 | x     | Nu a avansat mai departe | Nu a avansat mai departe | Nu a avansat mai departe | 62,44    |      |
| 11  | Clemens Prüfer      | Germania                   | 61,75 | 60,73 | x     | Nu a avansat mai departe | Nu a avansat mai departe | Nu a avansat mai departe | 61,75    |      |
| 12  | Ola Stunes Isene    | Norvegia                   | 60,95 | 61,18 | x     | Nu a avansat mai departe | Nu a avansat mai departe | Nu a avansat mai departe | 61,18    |      |